# Brownlee (Saskatchewan)
Pour les articles homonymes, voir Brownlee.
Brownlee est un village situé dans la province de Saskatchewan, dans le centre-sud.